# Deeltijds kunstonderwijs
Het deeltijds kunstonderwijs (dko) is een Vlaamse vorm van onderwijs. Het dko is een 'aanvullend' onderwijs (buiten de leerplicht), dat zich richt tot gemotiveerde leerlingen, jongeren én volwassenen, die zich op vrijwillige basis inschrijven en hiervoor een inschrijvingsgeld betalen. In het dko onderscheidt men de domeinen beeldende en audiovisuele kunsten, dans, muziek en woordkunst-drama.

## Organisatie

### Academies
De onderwijsprogramma's binnen het dko worden aangeboden op deeltijdse basis (avonden, woensdagnamiddagen, weekends en meer en meer ook gedurende de andere periodes van de week) door ongeveer 170 instellingen, waarvan de meeste zijn opgericht door de gemeentelijke overheden. 
Deze instellingen worden 'academies'  genoemd en zijn enkel bevoegd om programma's van deeltijds kunstonderwijs aan te bieden. Soms wordt gesproken over de muziekacademie, tekenacademie, muziekschool of tekenschool, naar de vroegere benamingen. De meeste academies bieden ofwel podiumkunsten (dans, muziek en woordkunst-drama) ofwel beeldende en audiovisuele kunsten aan. Meer en meer zijn er kunstacademies die zowel podiumkunsten als beeldende en audiovisuele kunsten aanbieden. 

### Leerlingen en personeel
Het dko telde in 2019-2020 201.238 financierbare leerlingen. Dit getal is een lichte overschatting, aangezien leerlingen die in meerdere domeinen zijn ingeschreven per domein apart financierbaar zijn. Met meer dan 40% van het leerlingenaantal is muziek het grootste domein, kortbij gevolgd door audiovisuele en beeldende kunsten. Dans en woordkunst-drama nemen elk minder dan 10% van het leerlingenaantal voor hun rekening. De leerlingen in het dko jonger dan 18 jaar vertegenwoordigen ongeveer één zesde van het leerlingenaantal van het basis- en secundair onderwijs. 
Het dko had in 2019-2020 een jaarbudget van 268.861.000 euro, meer dan 2% van het totale onderwijsbudget. In het deeltijds kunstonderwijs zijn meer dan 6000 personeelsleden actief. De personeelsregelgeving is vergelijkbaar met andere onderwijsvormen, zoals het secundair of basisonderwijs.

### Onderwijskoepels
Een meerderheid van de scholen is aangesloten bij de Onderwijsvereniging van Steden en Gemeenten (OVSG). Ongeveer 15 instellingen maken deel uit van het GO! Onderwijs van de Vlaamse Gemeenschap. Daarnaast overkoepelt ook Katholiek Onderwijs Vlaanderen enkele scholen. Deze onderwijskoepels verzorgen administratieve en pedagogische ondersteuning voor de academies. Zij stellen ook leerplannen op die door de scholen kunnen worden gebruikt.

### Decretaal kader
Het deeltijds kunstonderwijs werd decretaal verankerd door het decreet van 31 juli 1990. In september 2018 ging een grote hervorming in, waarbij de structuur volledig werd aangepast. De hervorming zorgde voor een actualisering van het aanbod, waarbij het accent sterk kwam liggen op actieve kunstbeoefening. Daarnaast was er een sterke verbreding van het aantal stijlen dat kan worden gevolgd. Ten slotte werd ook de autonomie van de academies sterk verhoogd. Sinds de hervorming kunnen zij immers zelf grote delen van het lessenpakket bepalen.
Bij de hervorming van het dko in 2018 werden mogelijkheden tot structurele samenwerking met organisaties buiten de academie voorzien. Zo is het voor leerlingen mogelijk om de inhouden van een bepaald vak te verwerven in een zogenaamde alternatieve leercontext. Vooral leerlingen muziek maken hier gebruik van, door het vak groepsmusiceren te volgen in een amateurorkest. Daarnaast kunnen academies samenwerken met een school uit het basis-, secundair of hoger onderwijs in de buurt in het kader van een Kunstkuurproject. 

## Opleidingsstructuur
De meeste opleidingen in het dko zijn langlopende studierichtingen, die uit vier graden bestaan. Daarnaast kan een academie ook kortlopende studierichtingen aanbieden.

### Langlopende studierichtingen
De langlopende studierichtingen worden aangeboden in een structuur van vier graden. 

#### Eerste graad
De eerste graad wordt enkel voor kinderen vanaf 6 jaar ingericht, duurt twee jaar en is niet verplicht. In deze graad wordt voornamelijk initiërend gewerkt. De graad kan binnen een van de vier domeinen worden aangeboden, of domeinoverschrijdend. 

#### Tweede graad
De tweede graad is toegankelijk voor leerlingen vanaf 8 jaar en telt vier leerjaren. In de domeinen beeldende en audiovisuele kunsten en woordkunst-drama wordt deze graad uitsluitend voor jongeren georganiseerd. In het domein muziek telt deze graad voor volwassenen slechts drie leerjaren. In het domein dans kan de tweede graad in een traject van twee leerjaren worden aangeboden.

#### Derde graad
De derde graad is toegankelijk voor leerlingen vanaf 12 jaar. Voor dans, muziek en woordkunst-drama is de duur meestal 3 leerjaren. Voor muziek is een uitbreiding tot een vierde leerjaar mogelijk. In het domein beeldende en audiovisuele kunsten duurt het traject voor jongeren zes of zeven leerjaren. Voor volwassenen is dit in dit domein slechts twee leerjaren.

#### Vierde graad
Voor de domeinen dans, muziek en woordkunst-drama is de vierde graad toegankelijk voor leerlingen vanaf 15 jaar en duurt hij drie jaar. In het domein beeldende en audiovisuele kunsten is de vierde graad toegankelijk vanaf 18 jaar en duurt hij vier tot tien leerjaren. De vierde graad kent als enige binnen elk domein verschillende studierichtingen, die elk tot een aparte beroepskwalificatie als amateurkunstenaar leiden. 

### Kortlopende studierichtingen

#### Specialisatie
De kortlopende studierichting specialisatie biedt uitmuntende leerlingen de kans om te excelleren en op die manier bij te dragen tot de uitstraling van de academie en het deeltijds kunstonderwijs. Een academie kan zelf de toelatings- en selectiecriteria tot deze studierichting bepalen. De specialisatie duurt twee jaar en kan gelijktijdig met de vierde graad worden gevolgd, of erna. In de domeinen dans, muziek en woordkunst-drama bevat ze jaarlijks twee lestijden. In het domein beeldende en audiovisuele kunsten bevat ze jaarlijks acht lestijden.

#### Opleidingen gericht op culturele participatie
Binnen elk van de vier domeinen kan een academie ook kortlopende studierichtingen aanbieden, die niet gericht zijn op actieve kunstbeoefening, maar op culturele participatie. Deze studierichtingen hebben geen indeling in graden. Zij duren 3 jaar, met telkens 2 of 3 wekelijkse lestijden. De kortlopende studierichtingen zijn voornamelijk gericht op de geschiedenis en de cultuur van het domein, of zijn een opleiding tot recensent. In de praktijk worden ze voornamelijk door volwassenen gevolgd. 

## Doel en kwalificatie
Het deeltijds kunstonderwijs (dko) wil het kunstzinnige aspect binnen de totale persoonlijkheidsvorming activeren, waar in andere takken van het onderwijsstelsel aan de diverse andere aspecten (sociale, economische, fysieke) wordt gewerkt. 
Voor de langlopende studierichtingen zijn de doelen door de overheid vastgelegd. Voor de eerste tot en met derde graad worden de einddoelen van het dko basiscompetenties genoemd. Deze einddoelen zijn per domein voor het geheel van de opleiding geformuleerd, en dus niet per graad of vak. De einddoelen zijn opgebouwd rond het studieprofiel dko en onderscheiden zes inhoudelijke domeinen:
- individuele gedrevenheid tonen
- creëren en (drang tot) innoveren
- vakdeskundigheid inzetten
- onderzoeken
- relaties bouwen en samenwerken
- presenteren

Voor de vierde graad zijn geen basiscompetenties geformuleerd, maar wordt toegewerkt naar beroepskwalificaties. Deze kwalificaties zijn opgenomen in de Vlaamse Kwalificatiestructuur, gebaseerd op het Europees Kwalificatieraamwerk, op niveau 3, 4 of 5. Deze beroepskwalificaties zijn eveneens verwerkt in de eindtermen voor het kunstsecundair onderwijs. 
De basiscompetenties en beroepskwalificaties vormen de uitgangspunten voor de verschillende leerplannen van het dko, die eveneens per graad en meestal per domein zijn opgesteld. Elke onderwijskoepel ontwikkelt daarbij eigen leerplannen. Als resultaat van een samenwerking tussen verschillende academies in de pilootprojecten artistieke competenties en kunstig competent werd in 2018 daarnaast het leerplan Kunstig Competent voorgesteld.
Door het verwerven van een beroepskwalificatie heb je aan het einde van het dko een getuigschrift als amateurkunstenaar. Het dko is daarnaast een goede voorbereiding op hoger kunstonderwijs.

## Opleidingsaanbod

### Beeldende en audiovisuele kunsten
Leerlingen kunnen in het domein beeldende en audiovisuele kunsten instappen vanaf 6 jaar en komen dan in de eerste graad terecht. De tweede graad start vanaf 8 jaar en duurt 4 jaar. De derde graad duurt 6 of 7 jaar en loopt parallel met het secundair onderwijs. De vierde en laatste graad is enkel voor volwassenen. De graad waarin een leerling zich inschrijft, is afhankelijk van de leeftijd.
In de eerste graad volgen de leerlingen gedurende twee jaar twee uur per week het vak beeldatelier.
In de tweede graad volgen leerlingen vier jaar lang twee uur per week les. Ze kiezen daarbij een van de twee onderliggende kunstdomeinen van de beeldende en audiovisuele kunsten:
- beeldende kunsten (beeldatelier)
- audiovisuele kunsten (audiovisueel atelier)

Vanaf de derde graad, die zes (of soms zeven) jaar duurt, wordt het lessenpakket uitgebreid tot minimaal 4 uur per week. De leerlingen kiezen daarbij uit verschillende opties:
- architectuur
- audiovisuele kunsten
- beeldende kunst
- beeldverhaal
- digitaal beeld
- graffiti / street art
- textiel
- initiatie (voor wie later start)

De vierde graad is bedoeld voor volwassen leerlingen en bestaat uit 40 lesuren, meestal gespreid over 4 of 5 (soms 10) leerjaren. Leerlingen kiezen daarbij een bepaalde studierichting, die is gekoppeld aan een beroepskwalificatie als amateur beeldend kunstenaar. Een academie kan de volgende studierichtingen met onderliggende opties aanbieden:
- beeldend kunstenaar
  - beeldende en audiovisuele kunsten
  - beeldhouwen en ruimtelijke kunst
  - cross-over-project
  - digitale beeldende kunst
  - glasschilderkunst
  - grafiekkunst
  - graffiti / street art
  - interactieve media
  - keramiek
  - levend model
  - projectatelier
  - schilderkunst
  - tekenkunst
- cineast
  - animatiefilm
  - video- en filmkunst
- fotograaf
- juweelontwerper / goudsmid
- kantwerk
- ontwerper
  - architecturaal ontwerp
  - grafisch ontwerp en illustratie
  - interieurontwerp
  - boekkunst: boekbinden
  - glas-in-lood
  - glaskunst
  - hout-meubel
  - mozaïek
  - papier
  - polychromie
  - schilderen-fresco's
  - steen-beeld
  - textiel
  - modeontwerp
  - ontwerpschetsen
  - productontwerp
  - scenografie
  - schoenontwerp
  - sounddesign
  - weefontwerp
- meubelrestauratie
- smeedwerk

Het grootste deel van de opleiding bestaat uit het atelier dat aansluit bij de gekozen studierichting en optie. Daarnaast zijn er nog ondersteunende vakken.
Leerlingen kunnen ook worden toegelaten tot de kortlopende studierichting specialisatie. Deze duurt twee jaar en heeft minstens acht lesuren per week. Daarnaast kan een academie ook kortlopende studierichtingen beeldende en audiovisuele cultuur en recensent beeldende en audiovisuele kunsten aanbieden.

### Dans
In het domein dans kunnen kinderen vanaf zes jaar, als ze dat willen, starten in de eerste, initiërende graad. Het verplichte gedeelte van de opleiding start vanaf acht jaar en telt een tweede graad van 4 (soms 2) leerjaren, een derde graad van 3 leerjaren en een vierde graad van 3 leerjaren.
In de eerste graad volgen de leerlingen een wekelijks lesuur dansinitiatie. Sommige academies bieden deze eerste graad ook domeinoverschrijdend aan, in combinatie dus met één of meerdere andere domeinen.
In de tweede graad volgen de leerlingen minimaal twee uur per week het vak danslab.
Vanaf de derde graad volgende leerlingen minimaal twee en half uur per week les en kiezen ze een optie, gebaseerd op een bepaalde dansstijl. Een academie kan de volgende opties aanbieden:
- hedendaagse dans
- jazzdans
- klassieke dans (ballet)
- urban
- werelddans (hierbinnen kan de academie Spaanse dans, volksdans, Irish/soft shoe, karakterdans en tapdans aanbieden)

Vanaf de vierde graad volgen leerlingen minimaal drie uur per week les. Ze kiezen daarbij een bepaalde studierichting, die is gekoppeld aan een beroepskwalificatie als amateurdanser. Een academie kan de volgende studierichtingen aanbieden:
- vertolkend danser (hierbinnen kiezen leerlingen uit een van de bovenstaande vijf opties)
- creërend danser (hierbinnen kiezen leerlingen uit een van de bovenstaande vijf opties)
- choreograaf

Tegelijk met of na de vierde graad kunnen leerlingen ook worden toegelaten tot de kortlopende studierichting specialisatie. Daarnaast kan een academie ook kortlopende opleidingen danscultuur en recensent dans aanbieden.

### Muziek
In het domein muziek kunnen kinderen vanaf zes jaar, als ze dat willen, starten in de eerste, initiërende graad. Het verplichte gedeelte van de opleiding start vanaf acht jaar en telt een tweede graad van 4 (jongeren) of 3 (volwassenen) leerjaren, een derde graad van 3 (soms 4) leerjaren en een vierde graad van 3 leerjaren. 
In de eerste graad volgen de leerlingen een wekelijks lesuur muziekinitiatie. Sommige academies bieden deze eerste graad ook domeinoverschrijdend aan, in combinatie dus met één of meerdere andere domeinen.
Vanaf de tweede graad volgen de leerlingen wekelijks minimaal drie lesuren. Eén of soms ook twee lesuren daarvan worden besteed aan het vak Muzikale en Culturele Vorming (MCV). Veel academies bieden dit, meestal klassikale vak, onder een andere naam aan zoals muzieklab of muziekatelier. Daarnaast volgen de leerlingen in de meeste gevallen ook een wekelijks lesuur instrument, stemvorming of zang. Sommige academies bieden deze vakken geïntegreerd aan.

#### Opties en studierichtingen
Vanaf de derde graad kiezen leerlingen een bepaalde muziekstijl als optie. Deze muziekstijl bepaalt de inhouden van de lessen instrument, groepsmusiceren of begeleidingspraktijk en sommige omkaderende vakken. Een academie kan de volgende opties aanbieden:
- experimentele muziek
- folk- en wereldmuziek
- jazz-pop-rock
- klassiek
- musical
- opera/muziektheater
- oude muziek
- muziek schrijven (geen muziekstijl, maar deze opleiding biedt geen groepsmusiceren en is vooral op creatie gericht)

Vanaf de vierde graad kiezen leerlingen een bepaalde studierichting, die is gekoppeld aan een beroepskwalificatie als amateurmuzikant. Een academie kan de volgende studierichtingen aanbieden:
- vertolkend muzikant (met dezelfde opties als in de derde graad, behalve experimentele muziek en muziek schrijven)
- creërend muzikant (met dezelfde opties als in de derde graad, behalve muziek schrijven en met toevoeging van muziekproductie)
- dirigent (vocaal of instrumentaal)
- dj

Tegelijk met of na de vierde graad kunnen leerlingen ook worden toegelaten tot de kortlopende studierichting specialisatie. Daarnaast kan een academie ook kortlopende studierichtingen muziekgeschiedenis, muziekcultuur en muziekrecensent aanbieden.
De vakken die een leerling volgt, zijn afhankelijk van zijn studierichting. Zo is in veel gevallen minimaal een uur instrument, en in soms ook een uur groepsmusiceren, verplicht aan te bieden. De academie kan kiezen hoe ze dit traject verder aanvult en of ze hierin keuzevakken voorziet. Daarbij zijn onder meer vakken als begeleidingspraktijk, muziekgeschiedenis, singer-songwriter, improvisatie, arrangeren, muzikale en culturele vorming, compositie of muziektheorie mogelijk.

#### Instrumenten
De meeste leerlingen volgen binnen hun muziekopleiding in het dko een instrument, al is dit niet in alle graden en opties verplicht. Zo wordt in de eerste graad meestal geen instrumentles aangeboden. Ook bijvoorbeeld in de studierichting dirigent of in de kortlopende studierichtingen zijn geen instrumentlessen voorzien. Het aanbod aan instrumenten is zeer uitgebreid (al biedt niet elke school alle instrumenten aan). Een academie kan deze instrumenten zowel binnen de studierichting vertolkend muzikant als creërend muzikant aanbieden. Elk instrument kan enkel worden gebruikt binnen de opties waarin het stilistisch gebruikelijk of mogelijk is.
- accordeonfamilie:
  - bandoneon
  - chromatische accordeon
  - concertina
  - diatonische accordeon
  - piano-accordeon
- altfluit
- althoorn
- altklarinet
- altsaxofoon
- altviool
- banjo
- bariton
- baritonsaxofoon
- barokhobo
- barokluit
- barokmusette
- bassethoorn
- basblokfluit
- basfluit
- basgitaar
- basklarinet
- bastrombone
- bastuba
- beiaard
- blaasinstrumenten folk- en wereldmuziek
- blokfluit
- bugel
- cello
- contrabas
- contrafagot
- cornetto
- doedelzak
- draailier
- dwarsfluit
- Engelse hoorn
- eufonium
- fagot
- gamba
- gitaren:
  - akoestische gitaar
  - elektrische gitaar
  - folkgitaar
  - historische gitaar
  - klassieke gitaar
- harp
  - Keltische harp
  - historische harp
  - pedaalharp
- hobo
- hobo d'amore
- hommel
- hoorn
- historisch toetsinstrument (klavechord, klavecimbel, orgel, pianoforte of harmonium)
- historische en slaginstrumenten folk- en wereldmuziek
- keyboard
- klarinet
- kleine klarinet
- klavecimbel
- klavierklas (combinatie van meerdere klavierinstrumenten)
- kornet
- luit
- mandoline
- mondharmonica
- natuurhoorn
- natuurtrompet
- nyckelharpa
- orgel
- piano
- piccolo
- piccolotrompet
- renaissanceblokfluit
- renaissanceluit
- sackbut
- saz
- sopraansaxofoon
- sopraninosaxofoon
- slagwerk
  - melodisch slagwerk
  - orkestslagwerk
  - ritmisch slagwerk
- tenorsaxofoon
- theorbe
- traverso
- trombone
- trompet
- ud
- vedel
- viool (binnen folk en wereldmuziek onder de benaming folkviool)
- zang (of stemvorming voor minderjarigen)

### Woordkunst-drama
In het domein woordkunst-drama kunnen kinderen vanaf zes jaar, als ze dat willen, starten in de eerste, initiërende graad. Voor leerlingen tussen 8 en 15 jaar start de opleiding verplicht in een tweede graad van vier leerjaren met een wekelijks lesuur woordatelier, waarna ze naar de derde graad doorstromen. Leerlingen ouder dan 15 jaar starten de opleiding pas vanaf de derde graad. De derde en vierde graad tellen elk drie leerjaren. 
In de derde graad volgen leerlingen de optie speltheater, spreken en vertellen, verteltheater of woordkunst-drama. In de vierde graad kiezen leerlingen tussen drie studierichtingen, waarvoor zij een beroepskwalificatie behalen:
- vertolkend acteur (optie speltheater of verteltheater)
- creërend acteur (optie cabaret en comedy, kleinkunst, spreken en vertellen, of theatermaker)
- regie

Leerlingen kunnen, tegelijk of na de vierde graad, de kortlopende studierichting specialisatie volgen. Daarnaast kan een academie ook de kortlopende studierichtingen schrijver, recensent of woordkunst-dramacultuur aanbieden.
Elke academie kan zelf beslissen welke van deze opties en studierichtingen ze in haar aanbod opneemt. Soms worden daarbij ook alternatieve benamingen gebruikt.

## Dag van de Academies
Jaarlijks (meestal in februari) wordt een Dag van de Academies ingericht om het grote publiek te laten kennismaken met het aanbod en de realisaties van leerlingen. 
Overal in het land worden daartoe evenementen georganiseerd, veelal concerten en/of daaraan gekoppelde tentoonstellingen. Duizenden leerkrachten en jonge podiumkunstenaars die actief zijn aan de academies treden daartoe belangeloos op en betrekken op die manier ook de media daarbij. Zo is radio klara een actieve partner in de organisatie ervan.
Om de schepping van een nieuw pedagogisch repertoire te stimuleren wordt er ook een compositieconcours (Verdi keurmerk) ingericht waarvan de laureaten op deze dag bekendgemaakt worden.
Deze traditie gaat al terug tot 2002. Ze werd tot en met 2015 door directeursverenigingen VerDi en Codibel georganiseerd onder de naam Dag van het Deeltijds Kunstonderwijs . In 2016 werd het concept uitgebreid tot een volledige Week van de Academies in samenwerking met het toenmalige Forum voor Amateurkunsten. Sinds 2017 wordt de traditie verder gezet onder de naam Dag van de Academies.